# Erythrotriorchis buergersi
L'astore di Buergers (Erythrotriorchis buergersi (Reichenow, 1914)) è un uccello rapace della famiglia degli Accipitridi, endemico della Nuova Guinea.

## Descrizione
È un rapace di media taglia, lungo 43–53 cm e con un'apertura alare di 85–109 cm.

## Biologia
Si nutre prevalentemente di uccelli ma anche di piccoli mammiferi e rettili.

## Distribuzione e habitat
È una specie rara e poco conosciuta, endemica della Nuova Guinea. La maggior parte delle segnalazioni provengono dalla parte orientale dell'isola (Papua Nuova Guinea); un singolo avvistamento è stato fatto sui monti Foja, nella provincia indonesiana di Papua.